# 화엄경탐현기
《화엄경탐현기(華嚴經探玄記)》(K.1513, T.1733)는 당나라 시대 때, 화엄종을 크게 일으킨 법장(法藏: 643~712)이 687년에서 695년 사이에 저술한 《화엄경》에 대한 주석서로, 불타발타라가 번역한 《60권 화엄경》에 대한 주석서이다. 《60권 화엄경》에 대한 주석서로는 법장의 스승 지엄이 저술한 《수현기(搜玄記)》가 있지만, 그의 《탐현기》만큼 방대하고 정교한 주석서는 다시 없는 것으로 평가되고 있으며, 이런 점에서 《탐현기》는 법장에 의해 완성된 중국 화엄교학의 정수를 보여주는 문헌으로 여겨지고 있다.
약칭하여 《탐현》《탐현기》《화엄경소》 또는 《화엄탐현기》라고도 한다.
총 20권으로 이루어져 있으며, 크게 다음의 10문(十門) 즉 10가지 범주로 나누어 《화엄경》을 상세히 풀이하고 있다. 10문을 통한 해설에서 5교10종(五敎十宗)의 교판, 10현문(十玄門), 10신(十信) · 10해(十解) · 10행(十行) · 10회향(十廻向) · 10지(十地) · 불지(佛地)의 51위(五十一位)로 이루어진 보살 수행계위와 각 계위들의 원융상섭(圓融相攝) 등의 화엄교학을 체계적으로 밝히고 있다.
- 제1문 교기소유(教起所由): 《화엄경》의 가르침이 있게 된 이유를 밝힘[9][10]
- 제2문 장부소섭(藏部所攝): 불교 교의를 분류함[11][12]
- 제3문 입교차별(立教差別): 교를 세우는 차별, 즉 5교10종의 교판을 밝힘[13][14]
- 제4문 교소피기(教所被機): 《화엄경》의 가르침을 받을 근기를 밝힘[15][16]
- 제5문 능전교체(能詮教體): 가르침의 본질을 표현하는 10단계의 방법을 밝힘[17][18]
- 제6문 소전종취(所詮宗趣): 《화엄경》의 근본사상에 대한 여러 견해를 소개하고 인과연기(因果緣起)의 이실법계(理實法界)가 근본사상인 것으로 밝힘[19][20]
- 제7문 석경제목(釋經題目): 《화엄경》의 원제목인 '대방광불화엄경(大方廣佛華嚴經)'의 뜻을 분석 · 해설함[21][22]
- 제8문 부류전역(部類傳譯): 《화엄경》의 종류와 유형의 판본들과 그 번역된 경위를 기술함[23][24]
- 제9문 문의분제(文義分齊):  화엄종의 궁극적 세계관이자 주요 교의인 십현문(十玄門)을 논함[25][26]
- 제10문 수문해석(隨文解釋): 경문에 따라 해설함[27][28]

10문 가운데 제9문까지는 모두 제1권을 이루고 있으며, 《화엄경》의 대요를 밝히는 서론적인 주석에 해당한다. 제10문 수문해석은 《화엄경》의 내용을 경문을 따라서 해석한 것으로 제2권 이하 전체를 차지하고 있다. 제10문 수문해석에서는 특히 《화엄경》의 〈십지품〉과 〈입법계품〉에 대해 자세히 주석하고 있다. 〈입법계품〉은 원래 본문이 방대하기 때문이지만 〈십지품〉은 제9권부터 제14권에 이르기까지 총 5권에 이르는 분량으로 상세하게 주석하고 있는데, 이것은 그만큼 10지(十地)를 근간으로 하는 보살 수행계위가 화엄교학에서 중요하다는 것을 보여준다.
법장은  2권이 미완성인 상태의 《화엄경탐현기》를 신라 승려인 승전(勝銓)을 통해 의상(義湘: 625~702)에게 보냈고, 의상은 이것을 살펴본 후에 제자들에게도 연구하도록 하였다.
《화엄경탐현기》에 대한 주석서로는 고려시대에 균여가 지은 《탐현기석(探玄記釋)》 28권이 있으며, 일본의 응연(凝然) · 보적(普寂) · 방영(芳英) 등이 지은 주석서들이 단편적으로 전한다.

## 참고 문헌
- 고려대장경연구소 (K1513 (T.1733)). 《화엄경탐현기 해제》. 2013년 4월 12일에 확인. |title=에 외부 링크가 있음 (도움말)
- 법장 술, 노혜남 번역 (K.1513, T.1733). 《화엄경탐현기》. 한글대장경 검색시스템 - 전자불전연구소 / 동국역경원. K.1513(47-458), T.1733(35-107). |title=에 외부 링크가 있음 (도움말)
- 운허.  동국역경원 편집, 편집. 《불교 사전》. |title=에 외부 링크가 있음 (도움말)
- (중국어) 법장 술 (T.1733). 《화엄경탐현기(華嚴經探玄記)》. 대정신수대장경. T35, No. 1733, CBETA. |title=에 외부 링크가 있음 (도움말)
- (중국어) 星雲. 《佛光大辭典(불광대사전)》 3판. |title=에 외부 링크가 있음 (도움말)